# 럼 다이어리
럼 다이어리(The Rum Diary)는 2011년 개봉한 미국의 코미디 영화이다.
촬영은 2009년 3월 푸에르토리코에서 시작되어 2011년 10월 28일 개봉되었다. 이 영화는 엇갈린 평가를 받았고 4,500만 달러 예산 대비 수익은 3,000만 달러에 그쳤다.

## 줄거리
주인공 폴 켐프는 책을 팔지 못하는 작가로, 푸에르토리코 산후안의 신문사에 취직하게 된다. 그곳에서 사진작가 살라를 만나 적응하고 신문사가 곧 망할 것이라는 이야기를 듣는다. 켐프는 호텔에 머물다 바다에서 수영하는 여인 셰놀을 만나 첫눈에 반한다. 
켐프와 살라는 술을 마시다 편집장 로터먼의 눈 밖에 나고, 해고할 수 없는 골칫덩이 기자 모버그도 만나게 된다. 켐프는 고급스러운 삶을 과시하는 홍보 컨설턴트 샌더슨을 만나 그의 사업 홍보물을 써주는 부업을 제안받는다. 샌더슨은 셰놀과 약혼한 사이였고, 셰놀은 켐프를 모르는 척한다. 
켐프는 살라, 모버그와 함께 살게 되면서 산후안의 빈곤을 목격하지만 로터먼은 관광에 해가 될까 봐 관련 기사를 쓰지 못하게 한다. 모버그는 술을 밀조하는 데 쓰이는 필터를 가지고 돌아와 로터먼을 죽이겠다고 난동을 부린다.
켐프는 샌더슨과 셰놀이 바다에서 성관계를 하는 것을 목격한다. 샌더슨의 사업 파트너인 짐버거와 세가라도 만난다. 술에 취한 살라가 식당에서 소란을 피우자 켐프와 살라는 경찰에 체포되지만, 샌더슨이 보석금을 내주고 풀려난다. 
샌더슨의 사업 계획은 푸에르토리코 해안의 '청정' 섬에 리조트를 건설하는 것이었다. 켐프는 셰놀을 데리러 갔다가 그녀와 잠시 가까워지지만 유혹을 뿌리친다. 켐프와 살라는 섬에 방문하고, 이후 축제를 위해 세인트 토마스에 간다. 켐프는 셰놀을 다시 만나고, 샌더슨의 보트에 합류한다. 샌더슨은 켐프가 사업에 살라를 끌어들인 것에 화를 낸다. 셰놀은 술에 취해 샌더슨을 자극하기 위해 다른 남자들과 춤을 추고, 샌더슨은 현지인들에게 끌려나간다.
다음 날 셰놀이 사라지자 샌더슨은 켐프와의 사업 관계를 끝낸다. 살라와 켐프는 집에 돌아와 로터먼이 떠나고 신문사가 폐간될 것이라는 소식을 듣는다. 모버그가 준 환각제를 복용한 켐프는 샌더슨의 비리를 폭로해야겠다는 결심을 한다.
로터먼이 돌아왔지만 켐프의 기사를 실어주지 않는다. 셰놀은 샌더슨에게 버려진 후 켐프를 찾아온다. 앙심을 품은 샌더슨은 보석금을 철회하고, 켐프와 살라는 경찰에 수배된다. 켐프는 로터먼과 샌더슨의 진실을 담은 마지막 신문을 발행하기로 결심한다.
인쇄비를 마련하기 위해 켐프, 살라, 모버그는 투계에 큰 돈을 걸고 이기지만, 인쇄기가 압수되었다는 사실을 알게 된다. 켐프는 돛단배를 타고 푸에르토리코를 떠난다. 이후 뉴욕으로 돌아가 셰놀과 결혼하고 성공한 언론인이 된다는 설명으로 영화는 끝맺는다.

## 캐스팅
- 조니 뎁 - 폴 켐프
- 에런 엑하트 - 핼 샌더슨
- 마이클 리스폴리 - 밥 샐라
- 앰버 허드 - 셰노
- 리처드 젱킨스 - 에드워드 J. 로터먼
- 조반니 리비시 - 모버그
- 마셜 벨 - 도너번